# 佩雷维德内
50°17′29″N 32°26′18″E / 50.29139°N 32.43833°E
佩雷维德内（烏克蘭語：Перевідне），2024年9月前名为佩爾紹特拉夫内韋（烏克蘭語：Першотравневе），是烏克蘭的村落，位於該國中部波爾塔瓦州，由盧布尼區皮里亚廷市镇負責管轄，分別距離薩西尼夫卡0.5公里和卡利尼夫米斯特2公里，始建於1950年，面積0.461平方公里，海拔高度116米，2001年人口158。
2024年9月19日，乌克兰最高拉达将此村的名字改为佩雷维德内。